# ميخائيل غروس (رسام)
ميخائيل غروس (بالعبرية: מיכאל גרוס‏) هو نحات ورسام إسرائيلي، ولد في 1920 في طبريا في إسرائيل، وتوفي في 4 نوفمبر 2004 في إسرائيل.

## معرض صور

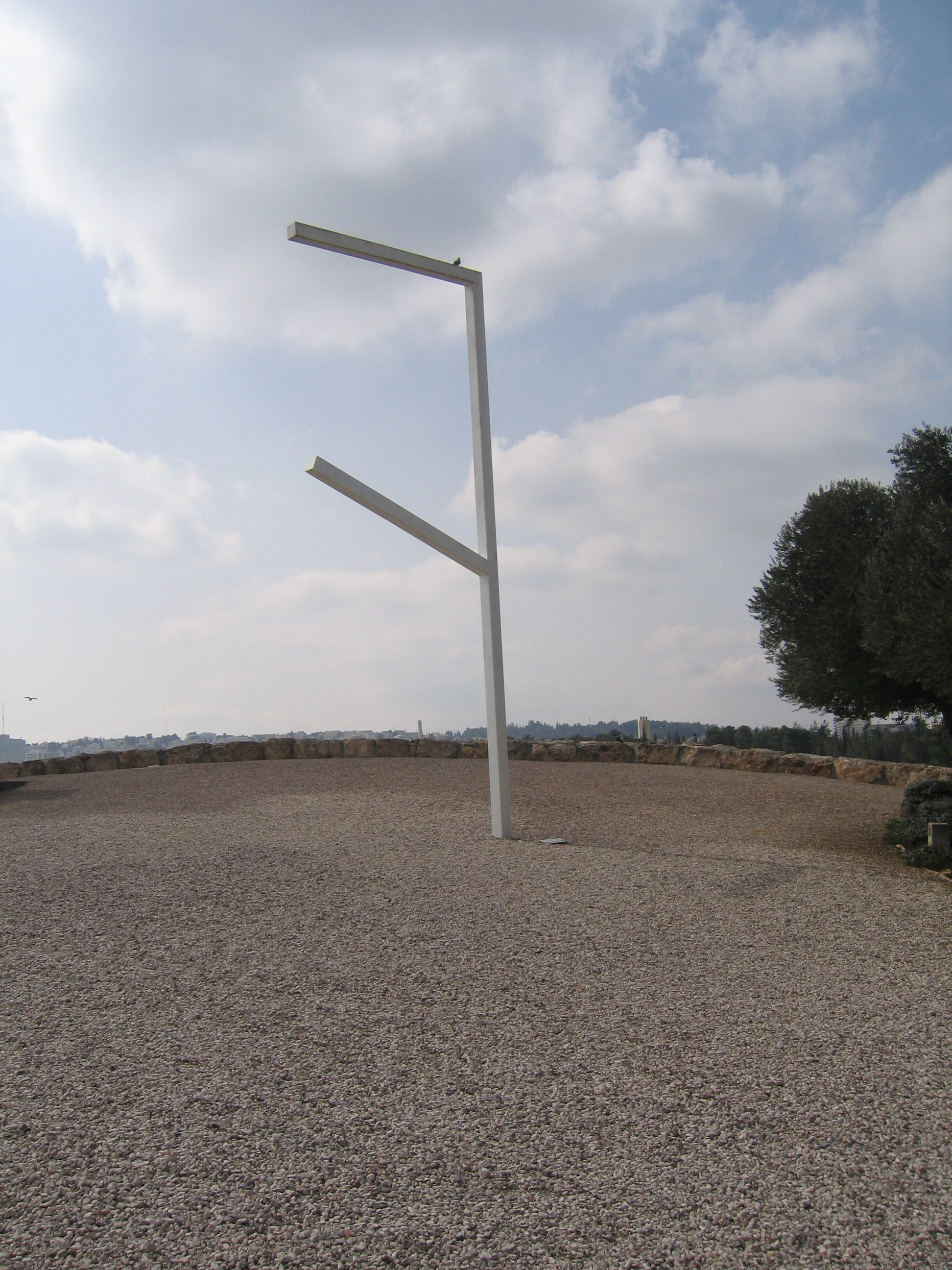
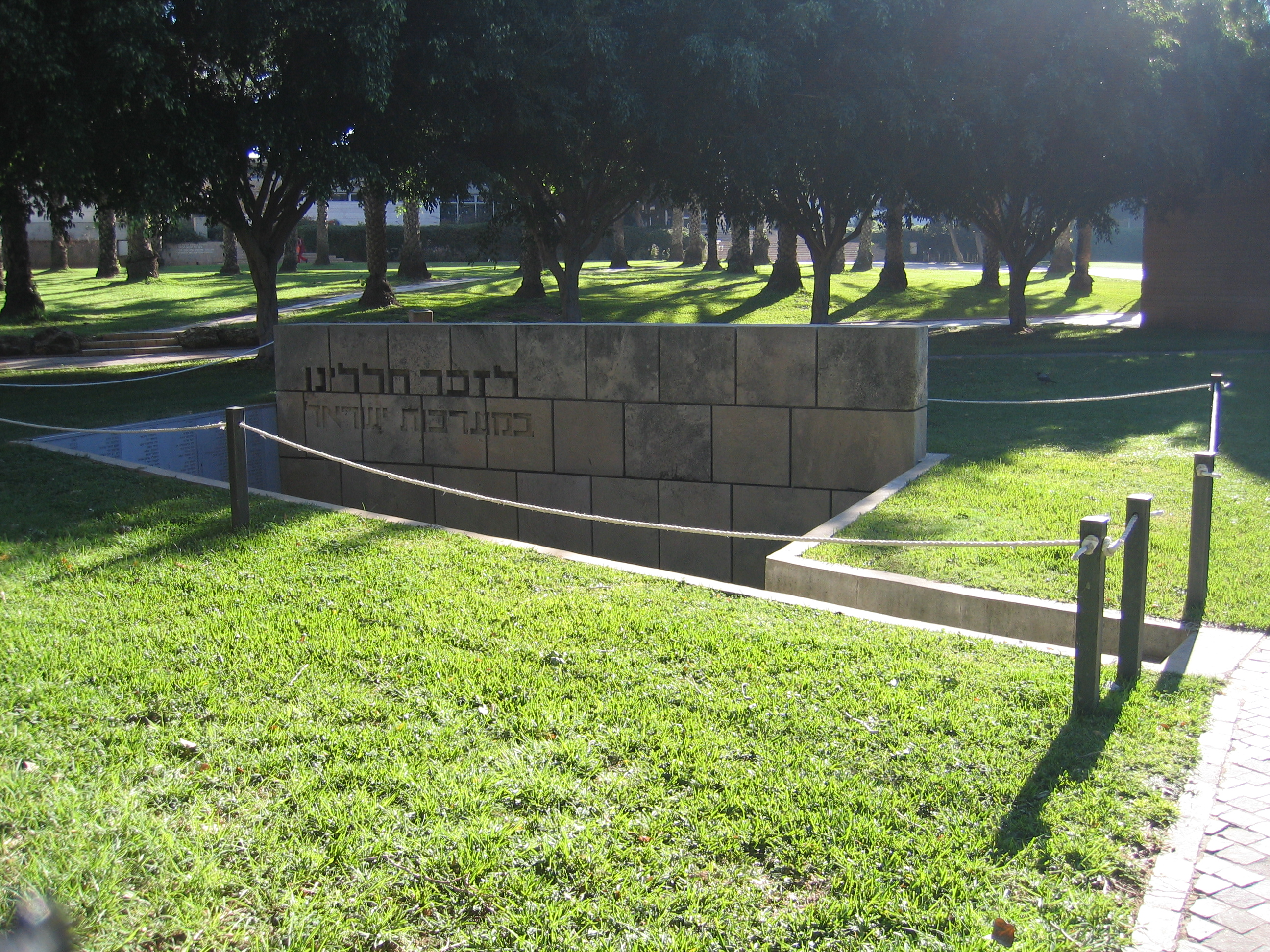
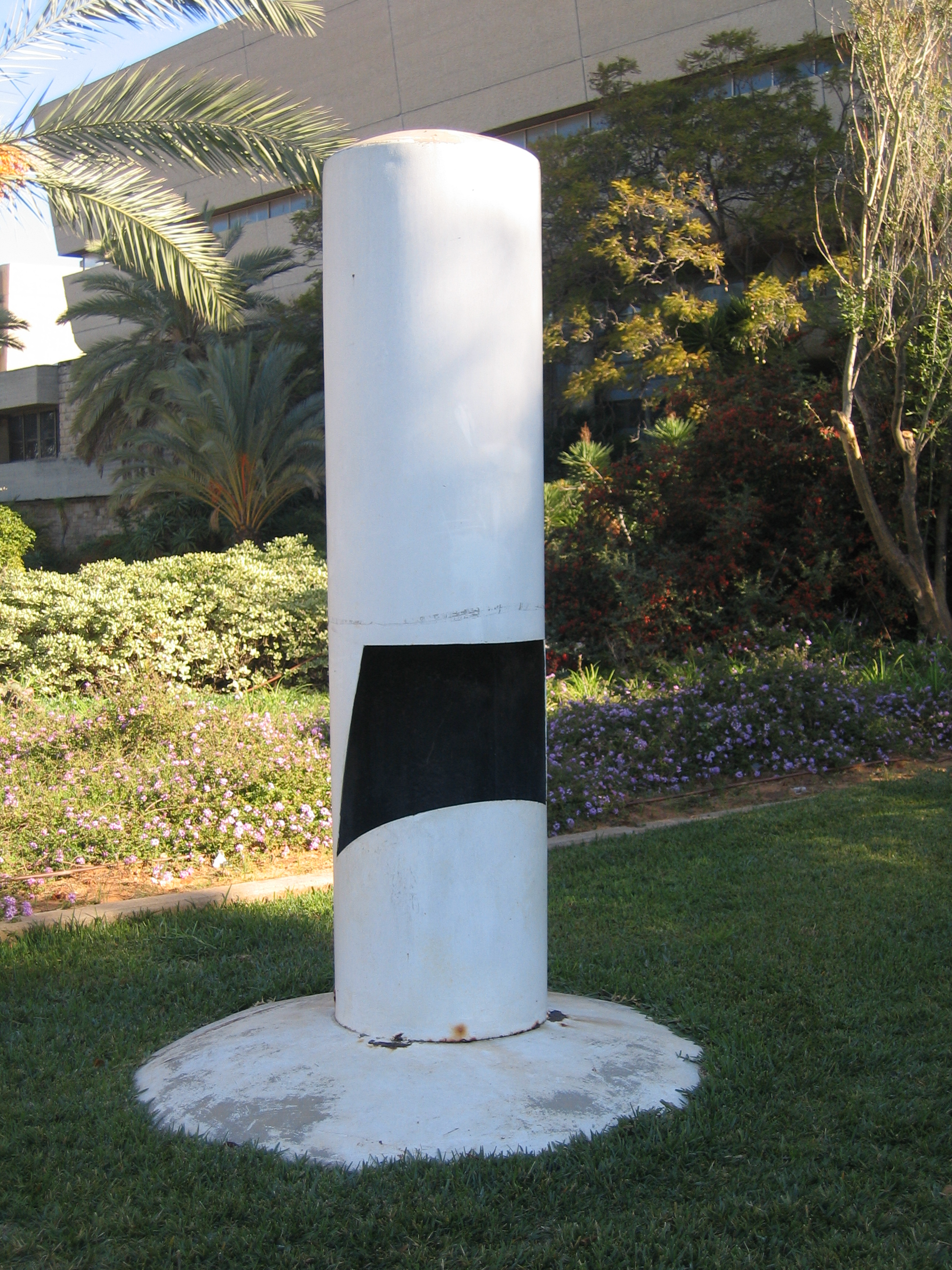
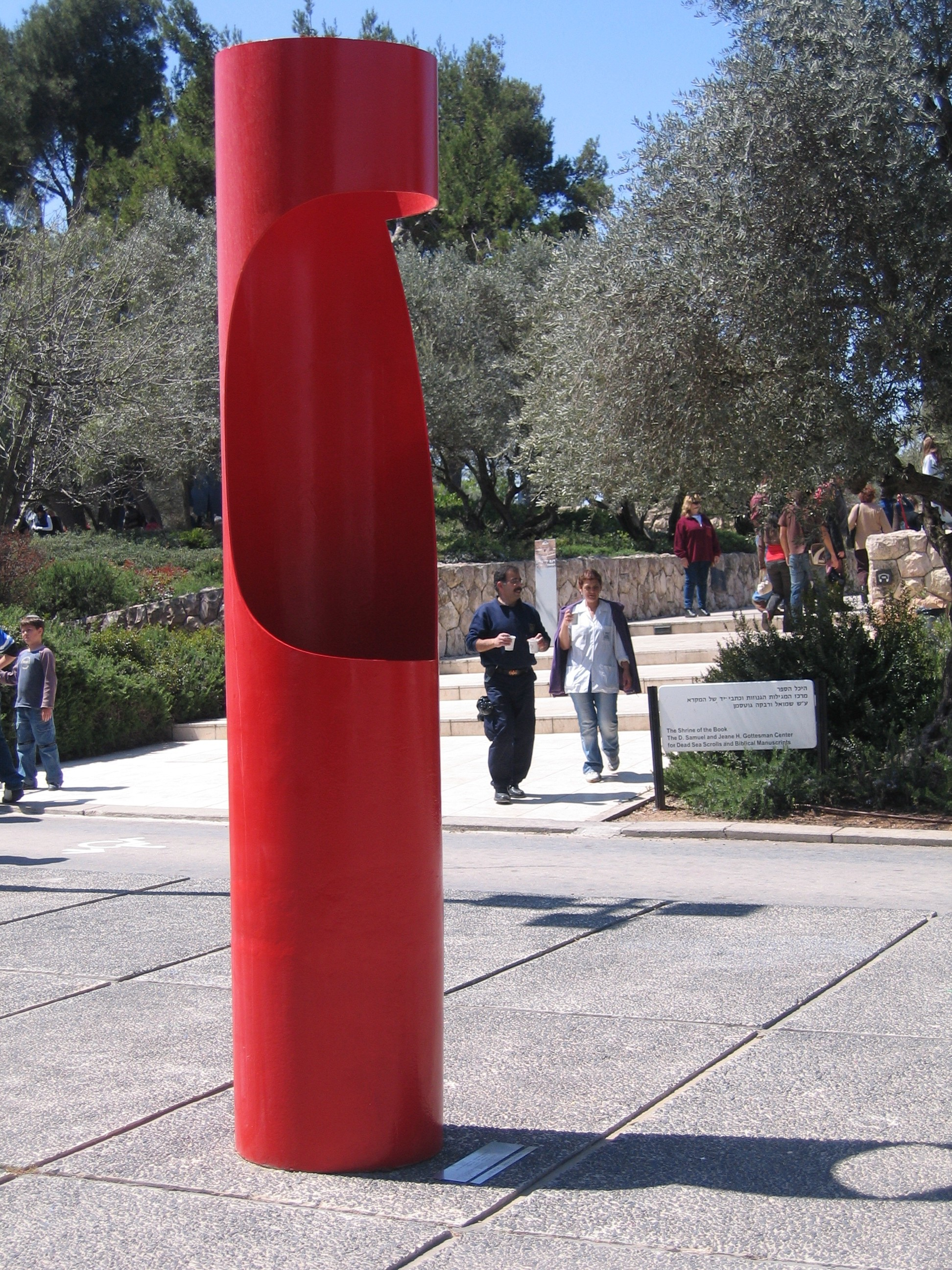